# Winston-Salem Open
Winston-Salem Open – męski turniej tenisowy kategorii ATP Tour 250 zaliczany do cyklu ATP Tour. Rozgrywany na kortach twardych w amerykańskim Winston-Salem od 2011 roku. Turniej należy do serii US Open Series.

## Mecze finałowe

### Gra pojedyncza mężczyzn
| Rok  | Zwycięzca                                    | Finalista                                    | Wynik                                        |
| 2024 | Lorenzo Sonego                               | Alex Michelsen                               | 6:0, 6:3                                     |
| 2023 | Sebastián Báez                               | Jiří Lehečka                                 | 6:4, 6:3                                     |
| 2022 | Adrian Mannarino                             | Laslo Đere                                   | 7:6(1), 6:4                                  |
| 2021 | Ilja Iwaszka                                 | Mikael Ymer                                  | 6:0, 6:2                                     |
| 2020 | Turniej anulowano z powodu pandemii COVID-19 | Turniej anulowano z powodu pandemii COVID-19 | Turniej anulowano z powodu pandemii COVID-19 |
| 2019 | Hubert Hurkacz                               | Benoît Paire                                 | 6:3, 3:6, 6:3                                |
| 2018 | Daniił Miedwiediew                           | Steve Johnson                                | 6:4, 6:4                                     |
| 2017 | Roberto Bautista-Agut                        | Damir Džumhur                                | 6:4, 6:4                                     |
| 2016 | Pablo Carreño-Busta                          | Roberto Bautista-Agut                        | 6:7(6), 7:6(1), 6:4                          |
| 2015 | Kevin Anderson                               | Pierre-Hugues Herbert                        | 6:4, 7:5                                     |
| 2014 | Lukáš Rosol                                  | Jerzy Janowicz                               | 3:6, 7:6(3), 7:5                             |
| 2013 | Jürgen Melzer                                | Gaël Monfils                                 | 6:3, 2:1 krecz                               |
| 2012 | John Isner                                   | Tomáš Berdych                                | 3:6, 6:4, 7:6(9)                             |
| 2011 | John Isner                                   | Julien Benneteau                             | 4:6, 6:3, 6:4                                |

### Gra podwójna mężczyzn
| Rok  | Zwycięzcy                                    | Finaliści                                    | Wynik                                        |
| 2024 | Nathaniel Lammons Jackson Withrow            | Julian Cash Robert Galloway                  | 6:4, 6:3                                     |
| 2023 | Nathaniel Lammons Jackson Withrow            | Lloyd Glasspool Neal Skupski                 | 6:3, 6:4                                     |
| 2022 | Matthew Ebden Jamie Murray                   | Hugo Nys Jan Zieliński                       | 6:4, 6:2                                     |
| 2021 | Marcelo Arévalo Matwé Middelkoop             | Ivan Dodig Austin Krajicek                   | 6:7(5), 7:5, 10–6                            |
| 2020 | Turniej anulowano z powodu pandemii COVID-19 | Turniej anulowano z powodu pandemii COVID-19 | Turniej anulowano z powodu pandemii COVID-19 |
| 2019 | Łukasz Kubot Marcelo Melo                    | Nicholas Monroe Tennys Sandgren              | 6:7(6), 6:1, 10–3                            |
| 2018 | Jean-Julien Rojer Horia Tecău                | James Cerretani Leander Paes                 | 6:4, 6:2                                     |
| 2017 | Jean-Julien Rojer Horia Tecău                | Julio Peralta Horacio Zeballos               | 6:3, 6:4                                     |
| 2016 | Guillermo García-López Henri Kontinen        | Andre Begemann Leander Paes                  | 4:6, 7:6(6), 10–8                            |
| 2015 | Dominic Inglot Robert Lindstedt              | Eric Butorac Scott Lipsky                    | 6:2, 6:4                                     |
| 2014 | Juan Sebastián Cabal Robert Farah            | Jamie Murray John Peers                      | 6:3, 6:4                                     |
| 2013 | Daniel Nestor Leander Paes                   | Treat Huey Dominic Inglot                    | 7:6(10), 7:5                                 |
| 2012 | Santiago González Scott Lipsky               | Pablo Andújar Leonardo Mayer                 | 6:3, 4:6, 10–2                               |
| 2011 | Jonatan Erlich Andy Ram                      | Christopher Kas Alexander Peya               | 7:6(2), 6:4                                  |